# Terapia ormonale sostitutiva
La terapia ormonale sostitutiva (TOS) è un qualsiasi tipo di terapia ormonale in cui il paziente, per motivi clinici e in corso di trattamenti medici, riceve ormoni, al fine di colmare un deficit degli stessi oppure di sostituirne alcuni.
- La terapia ormonale sostitutiva postmenopausale è basata sull'idea che il trattamento possa prevenire il disagio dovuto alla diminuita produzione di estrogeni e progesterone circolanti, oppure, nel caso di una menopausa precoce o chirurgica, possa aumentare la speranza di vita e ridurre l'incidenza di demenza[1]. È caratterizzata dall'uso di uno o più farmaci che possono aumentare il livello circolante di ormoni. Tra gli ormoni coinvolti vi sono estrogeni, progesterone o progestinici e talvolta testosterone.

- La transizione, o riassegnazione del genere di nascita, avviene anche grazie alla sostituzione degli ormoni normalmente prodotti dal corpo con quelli caratteristici del sesso opposto. In particolare per le donne transessuali la terapia ormonale sostitutiva è a base di estrogeni e antiandrogeni, mentre, per gli uomini transessuali, è a base di testosterone. In Italia, la terapia ormonale sostitutiva di transizione è gratuita e tali farmaci devono essere solitamente assunti per tutta la vita, anche dopo gli interventi sugli organi genitali.[2][3]

- La terapia ormonale sostitutiva androgenica è un trattamento ormonale molto spesso utilizzato nel trattamento dell'ipogonadismo maschile. Può essere somministrata anche per diminuire gli effetti o ritardare l'inizio della pubertà. Inoltre, la terapia sostitutiva a base di androgeni può essere utilizzati da individui che abbiano perso la funzione testicolare per malattie, neoplasie o altre cause.

- La terapia ormonale sostitutiva a base di un derivato degli ormoni tiroidei, la levotiroxina, è necessaria nel caso di un deficit della funzione tiroidea, sia nel caso questa sia conseguenza di una malattia (come nel caso della tiroidite di Hashimoto), sia nel caso sia secondaria a un intervento di tiroidectomia totale (effettuata per un tumore della tiroide o nel caso di morbo di Basedow-Graves non responsivo). In questi casi la terapia deve essere assunta per tutta la vita; viceversa accade nel caso di un deficit temporaneo, come nel caso di malattie, quali la tiroidite di de Quervain, la tiroidite silente e quella infettiva, nel caso di terapia con radioiodio, nel caso di tiroidectomia parziale e nel caso di utilizzo di farmaci antitiroidei (come il propiltiouracile o il metimazolo).
- La TOS viene solitamente consigliata nei seguenti casi:[4]
  - Menopausa precoce
  - Menopausa indotta o artificiale
  - Elevate difficoltà sessuali dovute all’atrofia e restringimento della vagina, con bruciori e dolori
  - Fragilità ossea elevata
  - Rischio osteoporosi
  - Rischio elevato di cardiopatia
  - Elevata frequenza e intensità delle vampate di calore, tanto da impedire ad una donna una vita normale
  - Alterazioni gravi dell’umore